# Henry Fitzalan-Howard, 14. Duke of Norfolk
Henry Granville Fitzalan-Howard, 14. Duke of Norfolk (geborener Howard, * 7. November 1815 in Mayfair, London; † 25. November 1860 auf Arundel Castle, West Sussex) war ein britischer Adliger und Politiker.

## Leben
Er war der älteste Sohn des Henry Howard, 13. Duke of Norfolk (1791–1856) aus dessen erster Ehe mit Lady Charlotte Leveson-Gower, Tochter des George Leveson-Gower, 1. Duke of Sutherland. Als Heir apparent seines Vaters führte er von 1815 bis 1842 den Höflichkeitstitel Lord Fitzalan und von 1842 bis 1856 den Höflichkeitstitel Earl of Arundel.
Er besuchte das Eton College und studierte am Trinity College der Universität Cambridge. Nachdem Studium trat er als Cornet der Royal Horse Guards in die British Army ein. Er verließ den Armeedienst, nachdem er zum Captain befördert worden war.
Als Abgeordneter der Liberal Party war er von 1837 bis 1851 für das Borough Arundel und 1851 bis 1852 für das Borough Limerick Mitglied des britischen House of Commons.
1842 änderten er und seine Geschwister ihren Familiennamen mit Royal Warrant von „Howard“ zu „Fitzalan-Howard“.
1856 erbte er beim Tod seines Vaters dessen Adelstitel als 14. Duke of Norfolk und wurde dadurch Mitglied des House of Lords.

## Ehe und Nachkommen
Aus seiner 1839 geschlossenen Ehe mit Hon. Augusta Mary Mina Catherine Lyons, Tochter des Vice-Admiral Edmund Lyons, 1. Baron Lyons, hatte er drei Söhne und acht Töchter:
- Lady Victoria Alexandrina Fitzalan-Howard (1840–1870), ⚭ 1861 James Robert Hope-Scott († 1873);
- Henry Fitzalan-Howard, 15. Duke of Norfolk (1847–1917);
- Lady Minna Charlotte Fitzalan-Howard (1843–1921), Nonne;
- Lady Mary Adeliza Fitzalan-Howard (1845–1925);
- Lady Etheldreda Fitzalan-Howard (1849–1926), Nonne;
- Lady Philippa Fitzalan-Howard (1852–1946), ⚭ 1888 Sir Edward Stewart († 1948);
- Hon. Philip Thomas Howard (1853–1855);
- Edmund Fitzalan-Howard, 1. Viscount FitzAlan of Derwent (1855–1947);
- Lady Anne Fitzalan-Howard (1857–1931), ⚭ 1878 Maj.-Gen. Lord Ralph Drury Kerr († 1916);
- Lady Elizabeth Mary Fitzalan-Howard († 1859);
- Lady Margaret Fitzalan-Howard (1860–1899).

## Werke
- A Few Remarks on the Social and Political Condition of the British Catholics. London 1847.
- Letter to J. P. Plumptre, M.P., on the Bull "In Coena Domini". London 1848.
- Observations on Diplomatic Relations with Rome. London 1848.
- The Lives of Philip Howard, Earl of Arundel, and of Anne Dacres his wife. London 1857.